# Red Cloud
Red Cloud (în lakota: Maȟpíya Lúta; n. 1822, North Platte⁠(d), Nebraska, SUA – d. 10 decembrie 1909, Pine Ridge Indian Reservation⁠(d), Nebraska, SUA) a fost una dintre cele mai importante căpetenii ale tribului Oglala⁠(d) din 1868 până în 1909 și unul intre cei mai puternici inamici ai Statelor Unite, luptând împotriva invadării teritoriilor vestice de către armata Statelor Unite. Acesta i-a învins în bătălia de pe răul Powder și a preluat controlul ținutului râului Powder⁠(d) din nord-estul Wyoming și sudul Montanei. Acesta a luat parte la masacrul Fetterman⁠(d), unde 81 de soldați americani au fost uciși; a fost cea mai gravă înfrângere militară suferită de armata americană pe Marile Câmpii până la bătălia de la Little Bighorn.
După semnarea Tratatului de la Fort Laramie (1868), Red Cloud și-a condus poporul spre rezervațiile destinate amerindienilor. O parte din oponenții săi l-au considerat în mod greșit liderul tuturor triburilor Sioux (Dakota, Lakota și Nakota), însă marele trib era împărțit în mai multe grupuri majore și era descentralizat. Triburi precum Oglala erau autonome, iar unii lideri independenți - precum Red Cloud - erau considerați războinici iscusiți și respectați.

## Biografie
Red Cloud s-a născut aproape de confluența râului Platte⁠(d), lângă orașul contemporan North Platte, Nebraska⁠(d). Mama sa, Walks as She Thinks, a făcut parte din tribul Oglala Lakota, iar tatăl său, Lone Man, a fost un lider Brulé Lakota.
Conform tradiției matriliniare⁠(d) a poporului Lakota, copiii aparțineau tribului și poporului din care provenea mama sa; Red Cloud a fost în copilărie ucenicul unchiul său matern, Old Chief Smoke⁠(d) (1774–1864). Atât el, cât și Bad Faces au jucat un rol important în copilăria băiatului. Unchiul său l-a îngrijit după ce părinții său au murit în jurul anului 1825. Deși avea o vârstă fragedă, Red Cloud a luptat împotriva triburilor vecine Pawnee⁠(d) și Crow..

## Războiul lui Red Cloud
Războiul lui Red Cloud a fost denumirea pe care armata Statelor Unite l-a dat mai multor conflicte purtate cu triburile amerindiene situate pe câmpiile din teritoriile Wyoming și Montana⁠(d). Beligeranții au inclusiv triburile nordice Cheyenne⁠(d) și aliații lor - triburile Lakota și Arapaho⁠(d); acestea au luptat împotriva armatei americane între 1866 și 1868. În decembrie 1866, aliații au atacat o unitate a armatei în așa-numitul masacru Fetterman (sau Bătălia celor o sută de răpuși). La momentul respectiv, bătălia reprezenta cea mai gravă înfrângere suferită de Statelor Unite.

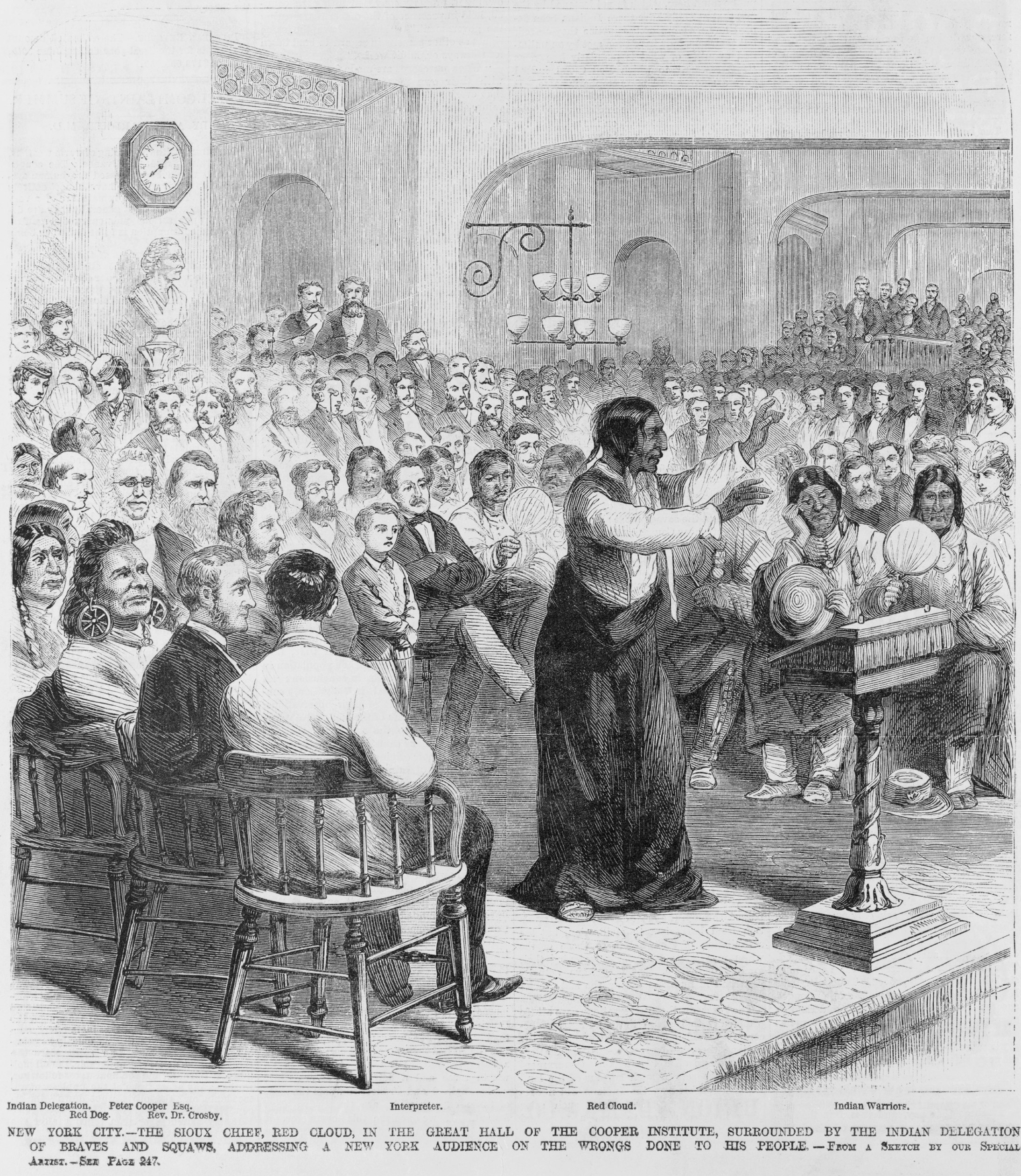
Red Cloud în Sala Mare a. Înconjurat de delegați amerindieni, acesta descrie publicului newyorkez tratamentul inuman la care a fost supus poporul său.

Căpitanul William J. Fetterman⁠(d) a fost trimis din Fort Phil Kearny⁠(d) cu doi civili și 79 de soldați (cavalerie și infanteriști) pentru a alunga un grup de războinici amerindieni, care au atacat un grup de coloniști cu câteva zile înainte. Căpitanul Frederick Brown l-a însoțit pe Fetterman; cei doi erau încrezători că vor obține o victorie împotriva grupului. Au încălcat ordinul de a nu părăsi culmea Lodge Trail și au urmărit un mic grup de războinici conduși de însuși Crazy Horse. Fetterman și trupele sale nu au realizat că aceștia îi atrag într-o ambuscadă, fiind surprinși în cele din urmă de peste 2.000 de războinici Sioux, Cheyenne și Arapaho. Amerindienii au pierdut doar 14 războinici, în timp ce întregul detașament american a fost ucis.
Ca urmare a acestei înfrângeri, o comisie a guvernului a cutreierat Marile Câmpii în anul 1867 cu scopul de stabili un acord de pace între diversele triburi și Statele Unite. Când li s-a adus la cunoștință că amerindienii au fost provocați de pătrunderea coloniștilor albi pe teritoriile lor și diminuarea resurselor, comisia a recomandat alocarea unor teritorii pentru triburile din Câmpii. Lakota, triburile nordice Cheyenne, Arapaho și alte triburi au încheiat un acord de pace cu Statele Unite intitulat Tratatului de la Fort Laramie. Guvernul american și-a abandonat forturile și s-a retras de pe teritoriul poporului Lakota.

## Tratatul din 1868
Prin tratat lua naștere Marea Rezervație Sioux⁠(d), care cuprinde teritoriul West River⁠(d), situat la vest de fluviul Missouri în statul Nebraska (recunoscut ca stat în 1867), și alte teritorii din Dakota de Sud. În ciuda acestui progres, relațiile dintre Statele Unite și amerindieni au rămas încordate. În 1870, Red Cloud a vizitat Washington D.C. și s-a întâlnit cu comisarul pentru afaceri indiene Ely S. Parker⁠(d) și cu președintele Ulysses S. Grant.
În 1871, guvernul a înființat Agenția Red Cloud⁠(d) lângă râul Platte⁠(d). Conform Tratatului din 1868, personalul agenției era responsabil cu distribuirea rațiilor săptămânale tribului Oglala și cu furnizarea anuităților. Agentul și autoritățile de la Washington stabilesc dacă acestea vor fi distribuite sub formă de bani sau bunuri, iar uneori marfa întârzia, era insuficientă, într-o stare proastă sau nu mai sosea. Red Cloud și-a călăuzit tribul până la agenția indiană (viitoare rezervație amerindiană). În toamna anului 1873, agenția a fost mutată în nordul râului White⁠(d) situat nord-vestul statului Nebraska.
Conform lui Charles A. Eastman (Ohiyesa), Red Cloud a fost ultimul care a semnat tratatul, fiind dispus să semneze doar dacă toate forturile de pe teritoriul lor să fie abandonate. Statul a acceptat toate cererile sale: noul drum a fost abandonat, garnizoanele au fost retrase, Dealurile Negre și Big Horn erau recunoscute drept teritoriu indian, iar tuturor coloniștilor albi le era interzisă intrarea în aceste ținuturi fără acordul triburilor Sioux. Totuși, la scurtă vreme după încheierea tratatului, s-au descoperit zăcăminte de aur în Dealurile Negre, iar opinia populară a susținut „îndepărtarea indienilor”. La început, guvernul Statelor Unite a protestat doar pentru „a-și proteja reputația”, însă nu a încercat să prevină încălcarea tratatului.

## Marele Război Sioux din 1876-1877
Red Cloud s-a stabilit la agenție cu tribul său în toamna anului 1873. În 1874, locotenent-colonelul George Custer a condus o misiune de recunoaștere pe teritoriul indienilor Sioux și a descoperit zăcăminte de aur în Dealurile Negre⁠(d), ținut sacru al amerindienilor. În prealabil, armata încercase fără succes să-i împiedice pe mineri să pătrundă în regiune, iar relațiile dintre guvern și triburi nu erau tocmai bune. În mai 1875, delegațiile Lakota prezidate de Red Cloud, Spotted Tail și Lone Horn au călătorit la Washington în încercarea de a-l convinge pe președintele Grant să respecte tratatele existente și să oprească pătrunderea minerilor pe teritoriilor lor. Aceștia s-au întâlnit de câteva ori cu Grant, Secretarul de Interne Delano și Comisarul pentru Afaceri Indiene Smith. Acestora li s-a adus la cunoștință pe 27 mai că Congresul Statelor Unite este dispus să plătească triburilor 25.000 de dolari pentru pământurile lor și să-i transfere în teritoriul indian. Reprezentanții au refuzat să semneze un astfel de tratat, iar Spotted Tail și-a oferit opinia cu privire la propunerea congresului:
| “ | „La ultima noastră întâlnire, președintele mi-a oferit țara mea, m-am stabilit într-un loc bun și acolo am de gând să rămân. [...] Acum vorbiți despre o altă țară, însă aceasta nu este țara mea; nu mă privește și nu vreau să am nimic de-a face cu ea. Nu m-am născut acolo. Dacă este o țară atât de bună, ar trebui să-i trimiteți pe albii prezenți pe teritoriul nostru acolo și să ne lăsați în pace”. | ” |

Deși Red Cloud nu a reușit să găsească o soluție pașnică, a refuzat să ia parte la Marele Război Sioux din 1876–1877, desfășurat sub conducerea lui Crazy Horse (Tȟašúŋke Witkó) și Sitting Bull (Tȟatȟáŋka Íyotake). În toamna anului 1877, Agenția Red Cloud a fost mutată în nordul râului Missouri. În anul următor, a fost mutată la confluența râului White⁠(d) în Dakota de Sud, unde a fost redenumită Rezervația indiană Pine Ridge⁠(d).

## Finalul vieții

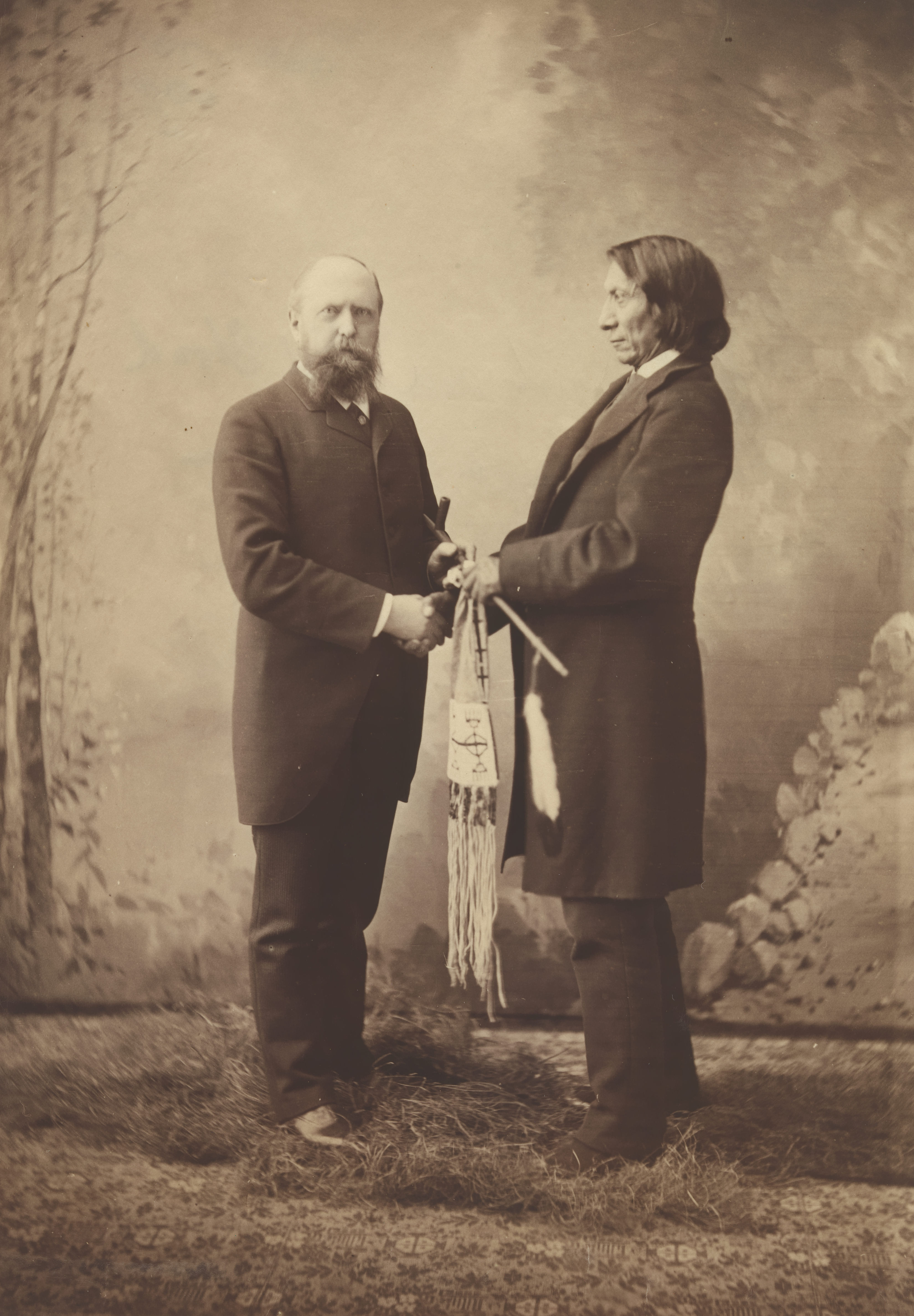
Red Cloud și în New Haven, Connecticut, c. 1880

Red Cloud a devenit un lider important al poporului Lakota pe parcursul tranziției acestora de la libertatea câmpiilor la rezervațiile indiene. În timpul călătoriei sale la Washington, D.C., căpetenia a realizat cât de puternici sunt americanii și a considerat că Oglala trebuie să militeze pentru pace.
În jurul anului 1880, acesta l-a vizitat pe paleontologul și geologul Othniel Marsh⁠(d) în New Haven, Connecticut. Marsh a vizitat pentru prima dată Agenția Red Cloud în 1874, declarând în acel moment, printre altele, că „indienii au suferit din cauza lipsei de hrană și a altor provizii, deoarece li s-a refuzat în mod neîndreptățit accesul la anuități și vite de carne, au primit carne de porc necomestibilă, făină de calitate inferioară, tutun putred, zahăr și cafea insuficiente”
În 1884, Red Cloud și familia sa, împreună cu alte cinci căpetenii, s-au convertit la catolicism și au fost botezați de părintele Joseph Bushman.
Red Cloud a continuat să lupte pentru drepturile poporului său, chiar și după ce a fost mutat cu forța într-o rezervație. În 1887, s-a împotrivit adoptării legii Dawes⁠(d) prin care președintele putea să confiște și să redistribuie teritoriile indienilor din partea de vest a țării. De asemenea, se alocau 65 de hectare pentru agricultura de subzistență fiecărui cap de familie aflat pe lista celor cinci triburi civilizate. Statele Unite au considerat restul terenurilor tribale drept surplus și le-au vândut coloniștilor. În 1889, Red Cloud s-a opus unui acord prin care o altă parte din pământul Lakota urma să fie vândut. Datorită  statorniciei sale și a lui Sitting Bull, agenții guvernamentali au obținut semnăturile necesare pentru aprobare doar prin subterfugiu, precum utilizarea semnăturilor copiilor. Red Cloud a negociat ferm cu agenți indieni precum Dr. Valentine McGillycuddy⁠(d).
Red Cloud a încetat din viață în rezervația Pine Ridge în 1909, la vârsta de 83 e ani, și a fost înmormântat acolo, în cimitirul care astăzi îi poartă numele. A fost unul dintre ultimele căpetenii importante ale poporului Lakota, care au luat parte la Războaiele Amerindiene. Acesta ar fi susținut la bătrânețe că „[americanii] ne-au făcut multe promisiuni, mai multe decât pot să-mi amintesc. Dar au respectat doar una singură -- Au promis că ne vor lua pământul... și ni l-au luat”.

## Moștenirea

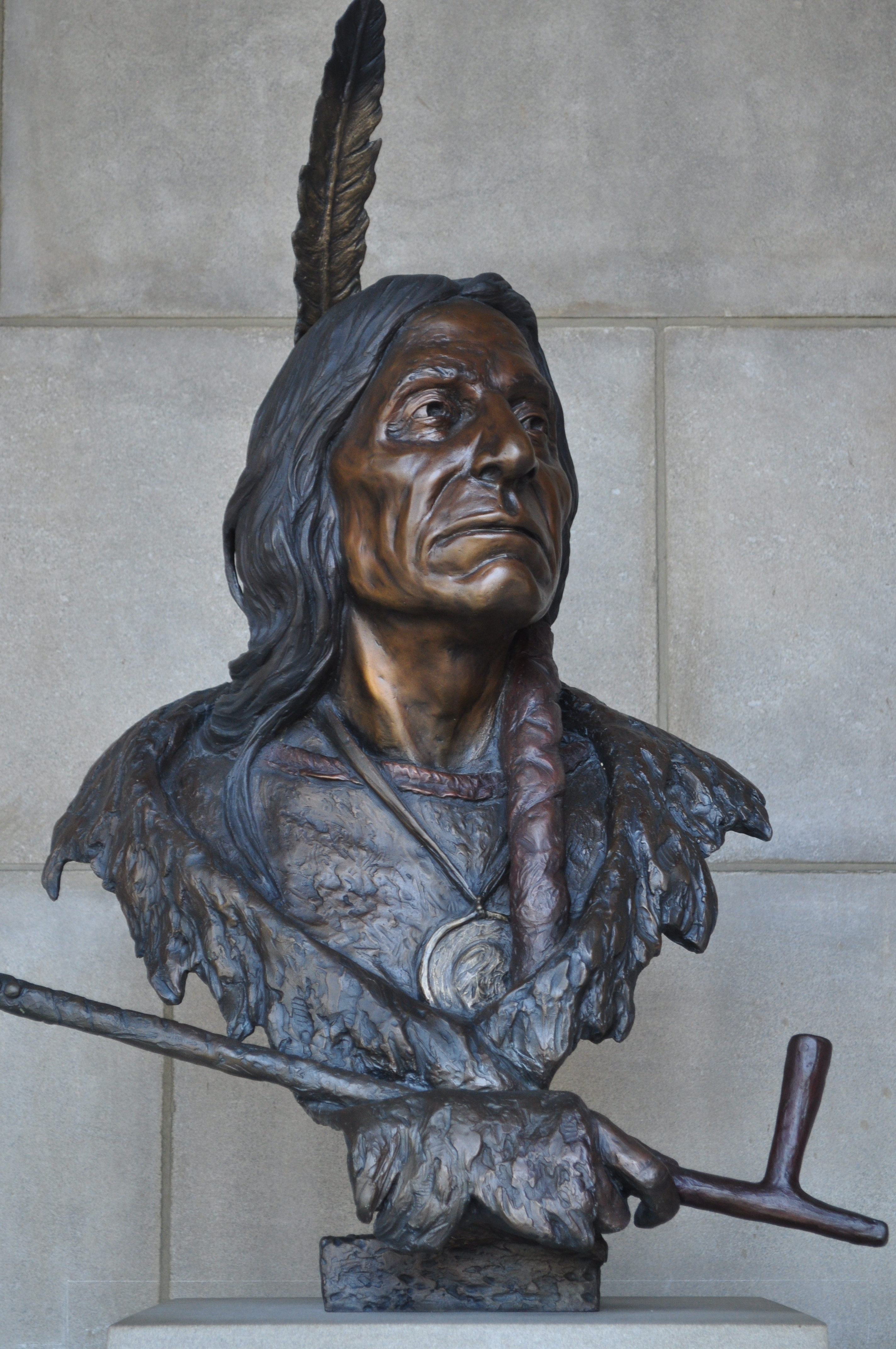
Bustul căpeteniei Red Cloud în cadrul Nebraska Hall of Fame.

Vestea morții lui Red Cloud a apărut în toate marile ziare din întreaga țară. Articolul din The New York Times menționa în mod eronat că era liderul tuturor triburilor Sioux, dar remarca în același timp că a fost un bun conducător și diplomat. Deși era o căpetenie importantă, triburile Lakota erau autonome și nu au avut niciodată un lider general.
Red Cloud a fost cel mai fotografiat amerindian al secolului al XIX-lea. Există 128 de fotografii cunoscute cu acesta. A fost fotografiat pentru prima dată în 1872 în Washington D.C. de Mathew Brady⁠(d), chiar înaintea unei întâlniri cu președintele Grant. Red Cloud a fost fotografiat și de Edward S. Curtis⁠(d).
În 2000, a fost introdus postum în Nebraska Hall of Fame⁠(d). De asemenea, a fost onorat de Serviciul Poștal al Statelor Unite cu un timbru poștal de 10 ¢, care îi poartă chipul.
În 1871, orașul Red Cloud, Nebraska⁠(d) a fost numit în onoarea sa.
Theodore Sorensen⁠(d) a scris în lucrarea Kennedy că președintele John F. Kennedy a luat în considerare botezarea unui submarin cu rachete balistice⁠(d) cu numele căpeteniei, însă Pentagonul s-a împotrivit, deoarece denumirea ar putea fi interpretată în mod greșit ca fiind pro-comunistă. Deși Red Cloud nu era comunist, la începutul anilor 1960, culoarea roșie reprezenta comunismul.
Moss Icon⁠(d), o formație de post-hardcore din Annapolis, și-a lansat EP-ul Mahpiua Luta 7 în 1989. Versurile piesei lor din 1992 - „Sioux Day” - conțin referiri repetate la Red Cloud.

## Descendenți
Urmașii lui Red Cloud au continuat să fie aleși în funcția de căpetenie a poporului Lakota:
- Jackson „Jack” Red Cloud,[27] (c. 1858–1918) lider al Oglala Lakota 1909–1918.
- James Henry Red Cloud (1877–1960)[28] lider al Oglala Lakota 1918–1960
- Charles Red Cloud[29] (1884–1980) (fratele lui James Henry Red Cloud), liderul Oglala Lakota 1960–1979
- Oliver Red Cloud⁠(d) (1919–2013)[30] (fiul lui Charles Red Cloud), liderul Oglala Lakota (1979–2013).[31] Făcea parte din a patra generație de descendenți direcți ai lui Red Cloud. A fost președinte al Black Hills Sioux Nation Treaty Council.